# Benigno de Dijon
Benigno (Esmirna, siglo II-Dijon, 179) es un santo católico reputado por haber padecido el martirio en Dijon hacia el año 179. Apóstol de Borgoña, era a lo que se cree discípulo de san Policarpo de Esmirna. Se  celebra el 1 de noviembre.

## Biografía
Según la tradición, san Policarpo de Esmirna lo envió a la Galia con san Andoche, sacerdote, y santo Tirso, diácono, que son venerados en Saulieu como evangelizadores y mártires. Fue recibido en Autun por san Fausto, padre de san Sinforiano, y por su hermana santa Leonille de Langres. El evangeliza primeramente esta ciudad bautizando a los tres hermanos gemelos, después fue a Dijon.
Es llamado también Broingt y Benín. La iglesia de Thury-Harcourt (Calvados) está dedicada a él, así como la de Domblain (Alto Marne). Se celebra el 1 de noviembre, pero también el 21 de noviembre (tal vez por confusión con san Benigno de Milán).
Sobre la localización de su tumba se levantó, en el VI, la Abadía de Saint-Bénigne de Dijon, transformada más tarde en catedral.
André Vauchez describe el contexto desarrollador del culto de Bénigno:

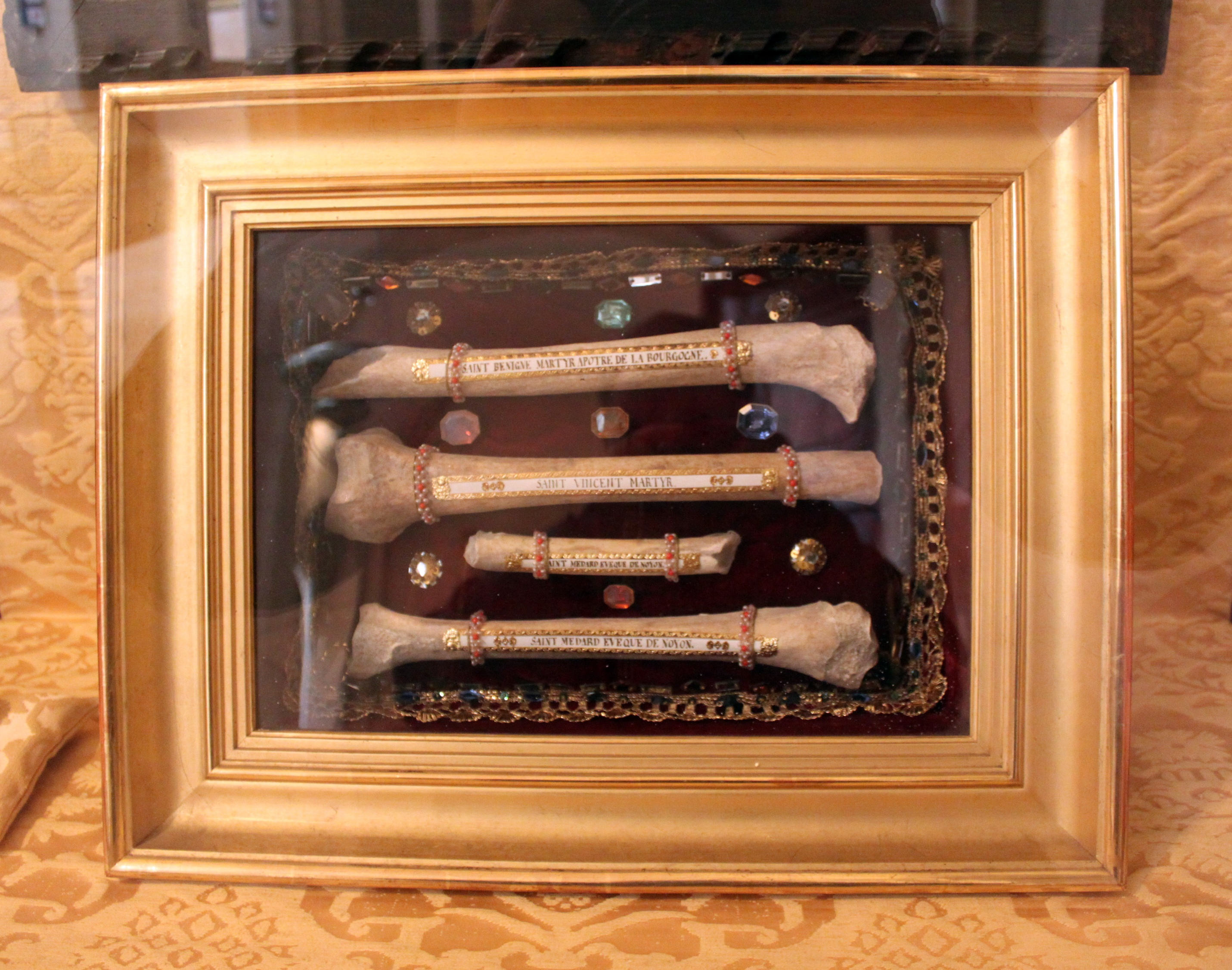
Reliquias del Santo al museo de Arte Sagrado de Dijon.

Gregorio de Tours cuenta que en la Galia, a principios del siglo VI, el obispo de Langres abrió un hermoso sarcófago antiguo donde descansaban los restos de una persona desconocida a quien la población de Dijon mostró gran veneración. El prelado decidió que se trataba de las reliquias de San Benigno, un mártir de origen griego, del que se sabía poco pero cuya vida, escrita unos años más tarde, enfatizó oportunamente que había desempeñado un papel importante en el Evangelización de Borgoña. Fue sobre esta tumba, donde ocurrieron muchos milagros, que en la era carolingia, se desarrollaría la gran abadía de Saint-Bénigne, que fue reformada en el siglo XI por Guillermo de Volpiano. En el análisis final, uno tiene la impresión de que estos "inventos" de reliquias, que fueron frecuentes durante la Edad Media, a menudo correspondían a intentos de la jerarquía eclesiástica para recuperar la devoción popular y guiarla a figuras ortodoxas, no siempre auténticas.

## Iconografía
- Catedral de San Benigno de Dijon: Vidrieras centrales del ábside por Édouard Didron, fila inferior de izquierda a derecha, Saint Andoche, Saint Bénigne, Saint Thyrse - Vidrieras: Escuela Apostólica de Smyrme - Salida en misión de los santos: Bénigno, sacerdote; Andoche, sacerdote; Tirso, diácono; Andeol, subdiácono.